# Jaques Reolon
Jaques Fernando Reolon (SÃO Paulo, 28 de junho de 1969)  é advogado, economista e sócio do escritório de advocacia Jaques Reolon e Jacoby advogados. Especialista em Direito Administrativo, Jaques Reolon é autor do livro: O novo regime diferenciado para contratação de infraestrutura para jogos olímpicos e a copa de futebol – o RDC . Publicado pela editor Fórum, o livro aborda as inovações trazidas pelo RDC.
Criado pela Lei nº 12.462, de 5 de agosto de 2011, o Regime Diferenciado de Contratação (RDC) tem como objetivo específico viabilizar a execução das obras de infraestrutura destinadas à XXI edição dos Jogos Olímpicos da Era Moderna e à Copa do Mundo FIFA de 2014.
Especialista em Direito Administrativo, Jaques Reolon defende mudanças na Lei de Licitações (Lei 8666/1993), que tem mais de 20 anos de vigência e está sendo modernizada pelo Senado Federal.
Com experiência na área de licitações, Jaques Reolon é co-autor do livro "Lei Anticorrupção Empresarial ", organizada por Melillo Dinis do Nascimento. A obra apresenta um conteúdo bastante acessível sobre a nova legislação, que estabelece novo paradigma na relação entre empresas privadas e a administração pública.
Para o advogado, a Lei Nº 12.846/2013, batizada de Lei Anticorrupção Empresarial, traz avanços ao determinar que corruptores deverão ressarcir prejuízos causados ao patrimônio publico. Além de atuar como sócio do escritório de advocacia, Jaques Reolon e Jacoby advogados, Jaques Reolon ocupou cargos públicos no Ministério Público e no Tribunal de Contas. Com a experiência adquirida, o advogado defende a regulamentação de manuais de celebração e fiscalização de convênios para evitar prejuízos à administração pública   como forma de reduzir eventuais prejuízos e danos ao erário. Em entrevista a Radio Câmara, Jaques Reolon cobra mais agilidade na fiscalização pelos órgãos de Controle como forma de reduzir prejuízos tanto para a administração publica, como para os particulares.
Jaques Reolon é autor de diversos artigos jurídicos entre eles Alteração de produtividade nos contratos de serviços contínuos; Sistema “S” e a inaplicabilidade do SINAPI para obras de engenharia; Registro de preços de serviços contínuos; O exercício da advocacia pelos policiais civis; etc.

## LIVROS PUBLICADOS
A seguir livros publicados por Jaques Reolon.
1. NASCIMENTO, MELILLO DINIS; REOLON, Jaques Fernando. et al. Lei Anticorrupção Empresarial: Aspectos críticos à Lei n° 12.846/2013.[3] Belo Horizonte: Fórum, 2014. 192 p.
2. JACOBY FERNANDES, Jorge Ulisses; REOLON, Jaques Fernando. O novo regime diferenciado para contratação de infraestrutura para jogos olímpicos e a copa de futebol – o RDC.[1] In: Licitações, contratos e convênios administrativos: desafios e perspectivas. FERNANDES, Ricardo VC; ALVES Tatiana Muniz S. (Coord.). Belo Horizonte: Fórum, 2013.

## GALERIA DE ARTIGOS
A seguir artigos publicados por Jaques Reolon.
1. O lobby legal nas Licitações. Negócios Públicos. Curitiba, ano X, n. 116, p. 44-45, mar. 2014
2. O exercício da advocacia pelos policiais civis. Jus Navigandi, Teresina, ano 19, n. 3887, 21 fev. 2014. Disponível em: <http://jus.com.br/artigos/26764>. Acesso em: 24 fev. 2014.
3. Registro de Preços de serviços contínuos. Fórum de Contratação e Gestão Pública - FCGP. Belo Horizonte, ano 13, n. 145, p. 77-78, jan. 2014.
4. Registro de Preços de Serviços Contínuos. O Pregoeiro. Curitiba, ano IX, n. 107, p. 36-37, out. 2013.
5. Contrapartida não financeira em convênios.[9] Fórum de Contratação e Gestão Pública - FCGP. Belo Horizonte, ano 12, n. 137, p. 69-70, maio 2013.
6. Atrasos em obras públicas: brevíssimas reflexões.[10] Fórum de Contratação e Gestão Pública - FCGP, Belo Horizonte, ano 9, n. 105, set. 2010.
7. JACOBY FERNANDES, Jorge Ulisses; Regime Diferenciado de Contratações Públicas (RDC) . Fórum de Contratação e Gestão Pública – FCGP, Belo Horizonte, ano 10, n. 117, p. 20-43, set. 2011.
8. JACOBY FERNANDES, Jorge Ulisses; Jaques Fernando. Registro de Preços – Mato Grosso: um exemplo de boa gestão  [11] - Fórum de Contratação e Gestão Pública, Volume 94, Ano 8, out. 2009.
9. Denúncia, Rejeição e Dispensa de licitação  - Fórum de Contratação e Gestão Pública, Volume 52, Ano 5, abr. 2006, p. 7115 a 7115;
10. Licitação, publicidade, serviços prestados por terceiros e Economicidade  - Fórum de Contratação e Gestão Pública, Volume 50, Ano 5, fev. 2006, p. 6842 a 6843;
11. Concurso público, banca examinadora, entrevista e hipótese de regularidade  - Fórum de Contratação e Gestão Pública, Volume 50, Ano 5, fev. 2006, p. 6823 a 6824;
12. Cadastramento para revendedores de gás natural veicular - Fórum de Contratação e Gestão Pública, Volume 49, Ano 5, jan. 2006, p. 6693 a 6695;
13. OSCIP, contratação e diretrizes do Tribunal de Contas da União  - Fórum de Contratação e Gestão Pública, Volume 49, Ano 5, jan. 2006, p. 6661 a 6680;
14. Nepotismo - como Evitar? - Fórum de Contratação e Gestão Pública, Volume 48, Ano 4, dez. 2005, p. 6477 a 6477;
15. Licitação, Tribunal de Contas e contraditório do Contratado  - Fórum de Contratação e Gestão Pública, Volume 48, Ano 4, dez. 2005, p. 6542 a 6542;
16. Licitação, dispensa, bens e serviços Comuns  - Utilizar o SRP - Fórum de Contratação e Gestão Pública, Volume 48, Ano 4, dez. 2005, p. 6542 a 6542;
17. Os Editais e contratos padronizados devem ser submetidos ao Órgão Jurídico para exame?  - Fórum de Contratação e Gestão Pública, Volume 47, Ano 4, Nov. 2005, p. 6336 a 6336;
18. Aposentadoria - renúncia não produz efeitos retroativos  - Fórum de Contratação e Gestão Pública, Volume 47, Ano 4, nov. 2005, p. 6386 a 6386;
19. Defesa perante o Tribunal de Contas - utilização de advogado do quadro funcional a que pertence o gestor responsabilizado  - Fórum de Contratação e Gestão Pública, Volume 47, Ano 4, nov. 2005, p. 6387 a 6387;
20. Internet - Padronização e adequação dos sítios institucionais da Administração Pública aos softwares abertos - Governo do Distrito Federal, um exemplo de boa prática  - Fórum de Contratação e Gestão Pública, Volume 46, Ano 4, out. 2005, p. 6270;
21. Inaplicabilidade do art. 57 da Lei nº 8.666/93 às locações realizadas pelo Poder Público  - Fórum de Contratação e Gestão Pública, Volume 41, Ano 4, maio 2005, p. 5544 a 5544;
22. Art. 116 da Lei nº 8.666/93 e a obrigação de licitar do convenente privad[12] s - Fórum de Contratação e Gestão Pública, Volume 40, Ano 4, abr. 2005, p. 5405 a 5408;

## ENTREVISTAS CONCEDIDAS
Entrevistas concedidas pelo advogado:
1. EBC - Programa Revista Brasil - Rádio Nacional AM: sobre o “Dia das Constituições” no dia 24 de janeiro de 2014.
2. Jornal Metro Brasília DF: sobre “Justiça interrompe pregão de radares”  no dia 25 de julho de 2013.
3. Correio Braziliense. Autor: Arthur Paganini - Caderno Cidades, p. 20: sobre “Novo imbróglio na licitação” [13] no dia 4 de janeiro de 2013.
4. Jornal Gazeta de Brasília - Autor: Donny Silva: sobre “Advogado entra com mandado de segurança para garantir participação de empresas na licitação do transporte público do DF”   no dia 02 de janeiro de 2013.
5. Rádio Câmara - Programa Manhã no Parlamento: sobre “Manuais de fiscalização de convênios”   no dia 07 de agosto de 2011.